# Station Toszek
Station Toszek is een spoorwegstation in de Poolse plaats Toszek.